# Kammergericht
Das Kammergericht (KG) ist das höchste Berliner Gericht der ordentlichen Gerichtsbarkeit. Es ist das Oberlandesgericht des Landes Berlin.
Das Gericht ist aus dem Mitte des 15. Jahrhunderts durch den brandenburgischen Kurfürsten Friedrich II. gegründeten Hof-Kammergericht hervorgegangen. Es wurde 1468 erstmals urkundlich erwähnt und gilt als das älteste noch arbeitende Gericht Deutschlands. Das neu erbaute Kollegienhaus diente ab 1735 als Sitz des Kammergerichts. Im September 1913 bezog es ein neues Dienstgebäude in der Schöneberger Vorstadt. Das Haus liegt in der Elßholzstraße 30–33 im Ortsteil Schöneberg des Bezirks Tempelhof-Schöneberg, steht seit Juni 1993 unter Denkmalschutz und beherbergt auch andere Institutionen der Rechtspflege.

## Geschichte des Kammergerichts

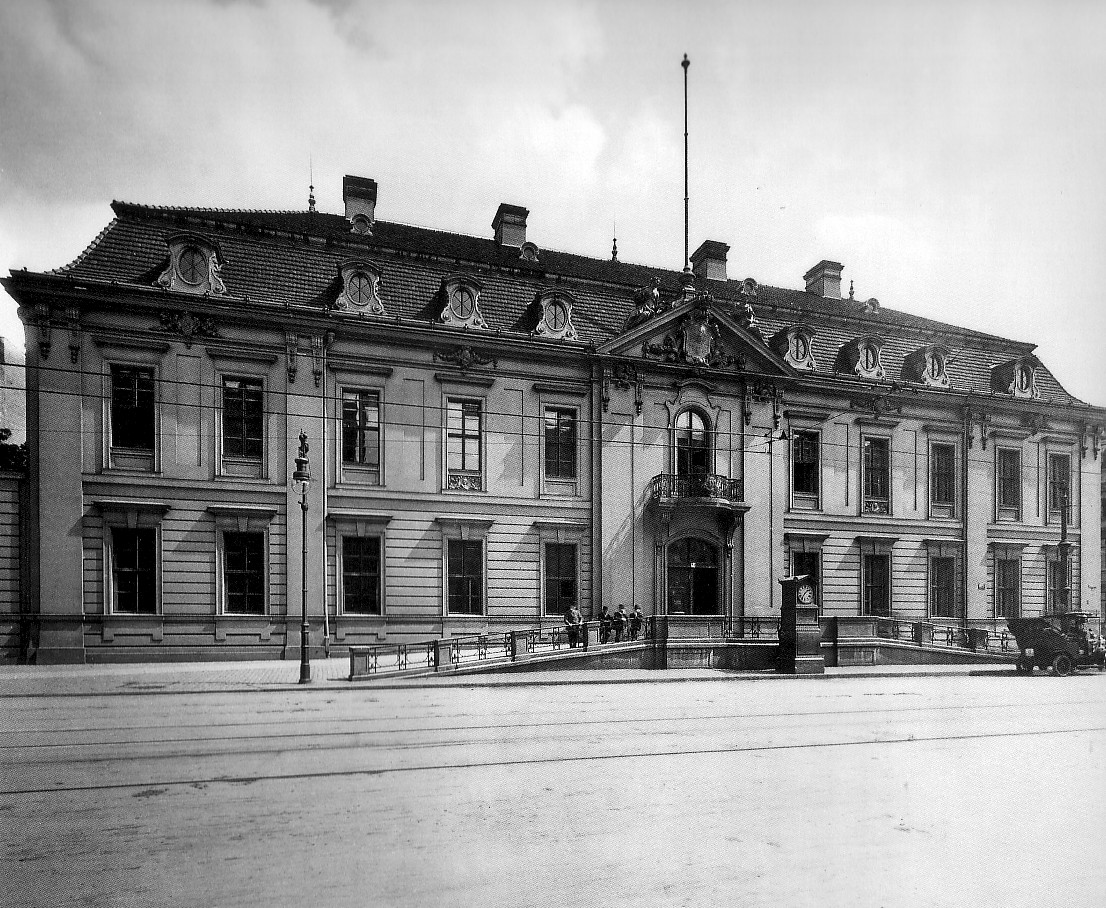
Kollegienhaus, von 1735 bis 1913 Sitz des Kammergerichts (1910)

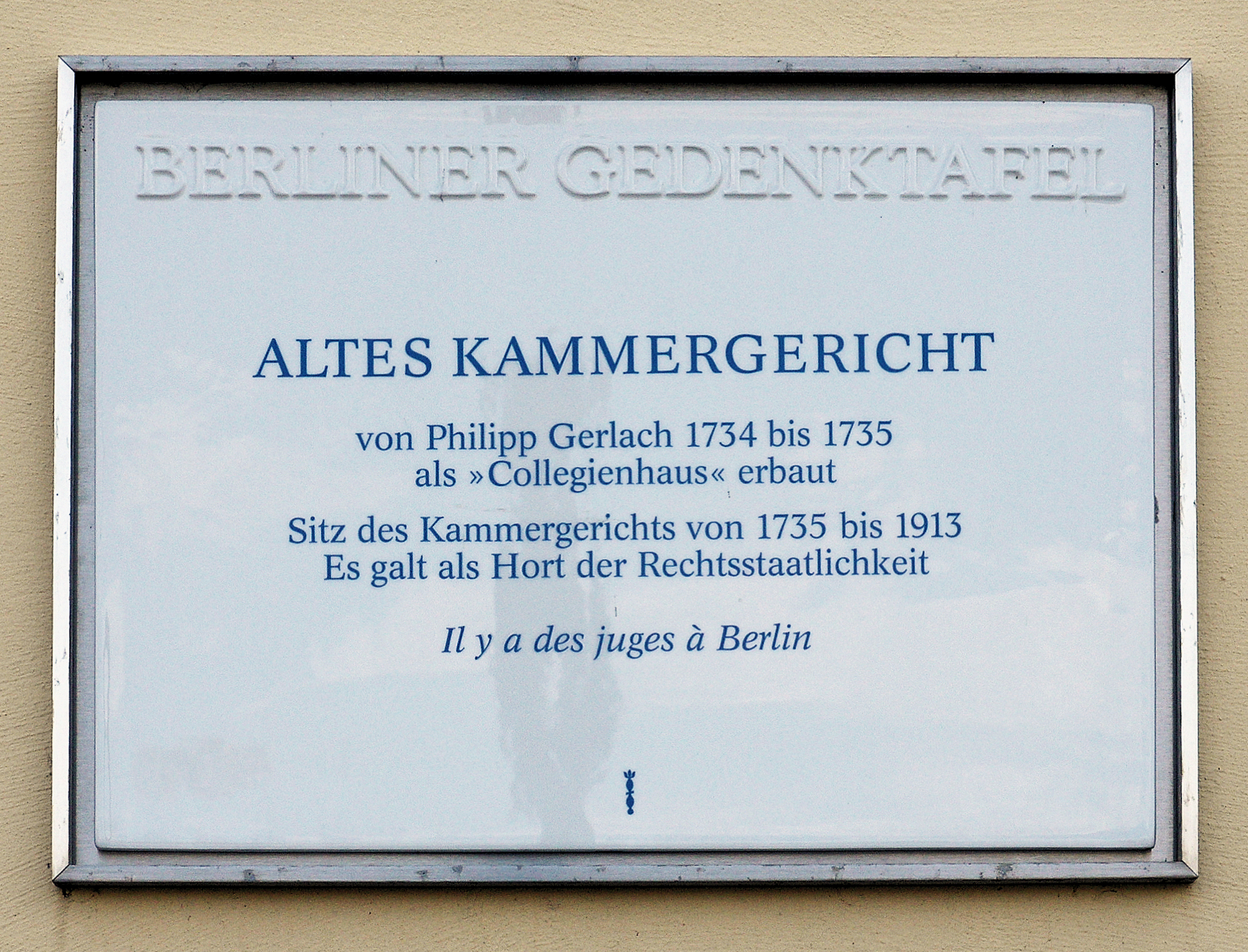
Gedenktafel am Haus Lindenstraße 9–14 in Berlin-Kreuzberg mit dem oft zitierten Spruch Il y a des juges à Berlin (Es gibt noch Richter in Berlin), der auf die dichterische Verarbeitung der Legende um die Historische Mühle von Sanssouci durch François Andrieux zurückgeht

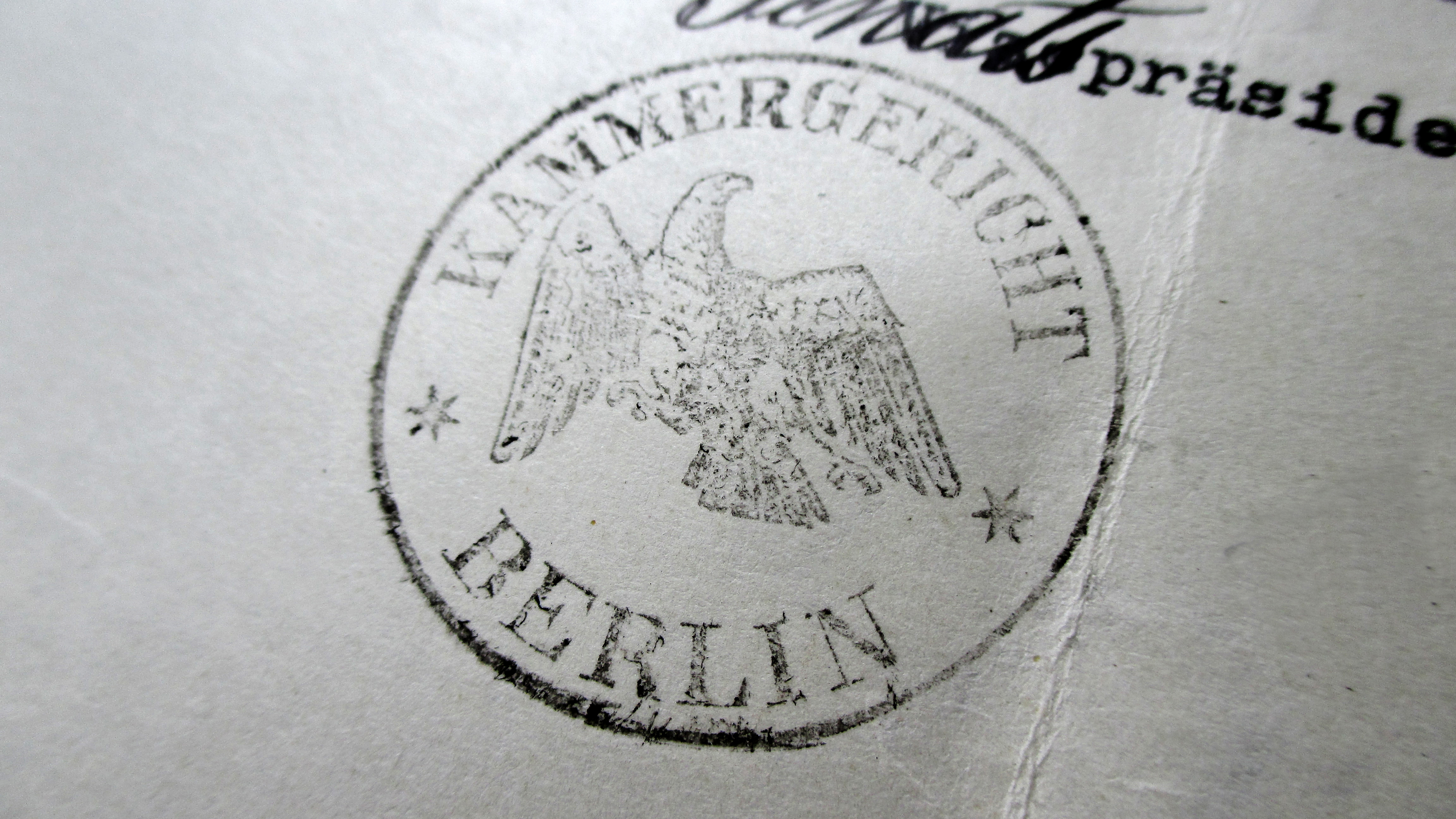
Siegel des Kammergerichts auf der Urkunde einer ersten juristischen Prüfung vom 10. November 1933 (Ausschnitt)

Das Kammergericht ist das älteste deutsche Gericht mit ununterbrochener Tätigkeit. Urkundlich erwähnt wurde es erstmals 1468. Bereits in der Mitte des 14. Jahrhunderts war indes von des Kämmerers Kammer berichtet worden, die als Gericht in Tangermünde am Hof der Markgrafen von Brandenburg, die zugleich Erzkämmerer des Heiligen Römischen Reiches Deutscher Nation waren, bestand. Seiner Rechtsprechung waren zum einen die Gegenstände und Personen unterworfen, die keinem Gerichtszwang unterlagen und nur vom Landesherrn selbst belangt werden konnten. Zum anderen war das Kammergericht später bis 1735 oberste gerichtliche Instanz in Kurbrandenburg bzw. im späteren Staat Preußen. Es entstand wegen des kurfürstlichen Privilegs, wonach gegen Urteile kurfürstlicher Gerichte keine Rechtsmittel an Reichsgerichten möglich waren (Ius de non appellando). Diese Institution diente als oberste Appellationsinstanz wegen der fürstlichen Gerichtsgewalt, die im Herrschaftsbereich des Kurfürsten anstelle der kaiserlichen Reichsgerichte (insbesondere des ab 1495 eingerichteten Reichskammergerichts) gegründet wurde.
Von 1698 bis 1735 hatte das Kammergericht seinen Sitz im alten Kollegienhaus an der Brüderstraße 1 in Kölln. Im Jahr 1735 wurde es unabhängig vom inzwischen königlichen Hof und bezog das neue Kollegienhaus an der Lindenstraße in der von König Friedrich Wilhelm I. erweiterten Friedrichstadt. Der König hatte hier durch Philipp Gerlach das erste große Verwaltungsgebäude seiner Regierungszeit erbauen lassen, um die verschiedenen zivilen, strafrechtlichen, geistlichen und ständischen Gerichte unter einem Dach zusammenzufassen. Seit dem späten 20. Jahrhundert ist das barocke Kollegienhaus Teil des Jüdischen Museums Berlin.
Ende des 18. Jahrhunderts gliederte sich das Kammergericht in das Hausvogteigericht (Bagatellsachen), den Instruktionssenat (mit Kriminal-Deputation und Zivil-Deputation, daneben Pupillenkollegium) und den Oberappellationssenat.
Ein bekannter Kammergerichts-Prozess im 18. Jahrhundert war das Revisionsverfahren des Predigers Johann Heinrich Schulz (genannt Zopfschultz) gegen seine Suspendierung vom Dienst (1792). In diese Zeit fällt auch die Tätigkeit von E.T.A. Hoffmann als Kammergerichtsrat in diesem Gebäude (1816). In einem anderen Prozess, der als Indiz für die Unabhängigkeit des Kammergerichts gilt, unterlag der König, als er der Stadt Berlin die Kosten für das Pflastern der Wege aufbürden wollte.
Eines der bedeutenden Verfahren des Kammergerichts im 19. Jahrhundert war der Polenprozess (1847). Er war der erste öffentliche politische Prozess Preußens, fand aber wegen der großen Zahl der Angeklagten nicht im Gerichtsgebäude statt, sondern im neuen Zellengefängnis Lehrter Straße.
1845 waren folgende Untergerichte dem Kammergericht zugeordnet:
| Typ                                      | Gericht                            | Sitz                | Anmerkung                                                                                |
| ---------------------------------------- | ---------------------------------- | ------------------- | ---------------------------------------------------------------------------------------- |
| Königliches Gericht I Klasse             | Stadtgericht Berlin                | Berlin              |                                                                                          |
| Königliches Gericht I Klasse             | Land- und Stadtgericht Brandenburg | Brandenburg         |                                                                                          |
| Königliches Gericht I Klasse             | Land- und Stadtgericht Havelberg   | Havelberg           |                                                                                          |
| Königliches Gericht I Klasse             | Land- und Stadtgericht Oranienburg | Oranienburg         |                                                                                          |
| Königliches Gericht I Klasse             | Land- und Stadtgericht Wrietzen    | Wrietzen            |                                                                                          |
| Königliches Gericht I Klasse             | Stadtgericht Potsdam               | Potsdam             |                                                                                          |
| Königliches Gericht I Klasse             | Stadtgericht Prenzlau              | Prenzlau            |                                                                                          |
| Königliches Gericht I Klasse             | Stadtgericht Rathenow              | Rathenow            |                                                                                          |
| Königliches Gericht I Klasse             | Stadtgericht Neu-Ruppin            | Neu-Ruppin          |                                                                                          |
| Königliches Gericht I Klasse             | Justizkammer Schwedt               | Schwedt/Oder        | für die Stadt Fiddichow und die in Pommern gelegenen Orte der Herrschaft Schwedt         |
| Königliches Gericht II Klasse            | Land- und Stadtgericht Beeskow     | Beeskow             |                                                                                          |
| Königliches Gericht II Klasse            | Land- und Stadtgericht Belzig      | Belzig              |                                                                                          |
| Königliches Gericht II Klasse            | Land- und Stadtgericht Cremmen     | Kremmen             |                                                                                          |
| Königliches Gericht II Klasse            | Land- und Stadtgericht Cöpenic     | Köpenick            |                                                                                          |
| Königliches Gericht II Klasse            | Land- und Stadtgericht Dahme       | Dahme               |                                                                                          |
| Königliches Gericht II Klasse            | Land- und Stadtgericht Freyenwalde | Freienwalde         |                                                                                          |
| Königliches Gericht II Klasse            | Land- und Stadtgericht Jüterbog    | Jüterbog            |                                                                                          |
| Königliches Gericht II Klasse            | Land- und Stadtgericht Lenzen      | Lenzen              |                                                                                          |
| Königliches Gericht II Klasse            | Land- und Stadtgericht Luckenwalde | Luckenwalde         |                                                                                          |
| Königliches Gericht II Klasse            | Land- und Stadtgericht Starkow     | Starkow             |                                                                                          |
| Königliches Gericht II Klasse            | Land- und Stadtgericht Zehdenick   | Zehdenick           |                                                                                          |
| Königliches Gericht II Klasse            | Land- und Stadtgericht Zossen      | Zossen              |                                                                                          |
| Königliches Gericht II Klasse            | Stadtgericht Angermünde            | Angermünde          |                                                                                          |
| Königliches Gericht II Klasse            | Stadtgericht Beelitz               | Beelitz             |                                                                                          |
| Königliches Gericht II Klasse            | Stadtgericht Bernau                | Bernau bei Berlin   |                                                                                          |
| Königliches Gericht II Klasse            | Stadtgericht Charlottenburg        | Charlottenburg      |                                                                                          |
| Königliches Gericht II Klasse            | Stadtgericht Gransee               | Gransee             |                                                                                          |
| Königliches Gericht II Klasse            | Stadtgericht Kyritz                | Kyritz              |                                                                                          |
| Königliches Gericht II Klasse            | Stadtgericht Alt-Landsberg         | Alt-Landsberg       |                                                                                          |
| Königliches Gericht II Klasse            | Stadtgericht Lychen                | Lychen              |                                                                                          |
| Königliches Gericht II Klasse            | Stadtgericht Mittenwalde           | Mittenwalde         |                                                                                          |
| Königliches Gericht II Klasse            | Stadtgericht Nauen                 | Nauen               |                                                                                          |
| Königliches Gericht II Klasse            | Stadtgericht Neustadt Eberswalde   | Neustadt Eberswalde |                                                                                          |
| Königliches Gericht II Klasse            | Stadtgericht Oderberg              | Oderberg            |                                                                                          |
| Königliches Gericht II Klasse            | Stadtgericht Perleberg             | Perleberg           |                                                                                          |
| Königliches Gericht II Klasse            | Stadtgericht Pritzwalk             | Pritzwalk           |                                                                                          |
| Königliches Gericht II Klasse            | Stadtgericht Spandau               | Spandau             | 1842 mit dem Justizamt Spandau zum Land- und Stadtgericht Spandau zusammengeschlossen    |
| Königliches Gericht II Klasse            | Stadtgericht Strasburg             | Strasburg           |                                                                                          |
| Königliches Gericht II Klasse            | Stadtgericht Strausberg            | Strausberg          |                                                                                          |
| Königliches Gericht II Klasse            | Stadtgericht Teltow                | Teltow              |                                                                                          |
| Königliches Gericht II Klasse            | Stadtgericht Trebbin               | Trebbin             |                                                                                          |
| Königliches Gericht II Klasse            | Stadtgericht Treuenbrietzen        | Treuenbrietzen      |                                                                                          |
| Königliches Gericht II Klasse            | Stadtgericht Wittstock             | Wittstock           |                                                                                          |
| Königliches Gericht II Klasse            | Stadtgericht Wusterhausen/Dosse    | Wusterhausen/Dosse  |                                                                                          |
| Königliches Gericht II Klasse            | Justizamt Chorin                   | Chorin              |                                                                                          |
| Königliches Gericht II Klasse            | Justizamt Fehrbellin               | Fehrbellin          |                                                                                          |
| Königliches Gericht II Klasse            | Justizamt Königshorst              | Königshorst         |                                                                                          |
| Königliches Gericht II Klasse            | Justizamt Berge und Nauen          | Berge               |                                                                                          |
| Königliches Gericht II Klasse            | Justizamt Königs-Wusterhausen      | Königs-Wusterhausen |                                                                                          |
| Königliches Gericht II Klasse            | Justizamt Blossin                  | Blossin             |                                                                                          |
| Königliches Gericht II Klasse            | Justizamt Groß Machnow             | Groß Machnow        |                                                                                          |
| Königliches Gericht II Klasse            | Justizamt Rotzis                   | Rotzis              |                                                                                          |
| Königliches Gericht II Klasse            | Justizamt Selchow und Waltersdorf  | Selchow             |                                                                                          |
| Königliches Gericht II Klasse            | Justizamt Alt-Landsberg            | Alt-Landsberg       |                                                                                          |
| Königliches Gericht II Klasse            | Justizamt Löhme und Rüdersdorf     | Löhme               |                                                                                          |
| Königliches Gericht II Klasse            | Justizamt Liewalde                 | Liewalde            |                                                                                          |
| Königliches Gericht II Klasse            | Justizamt Löcknitz                 | Löcknitz            |                                                                                          |
| Königliches Gericht II Klasse            | Justizamt Gramzow und Brüssow      | Gramzow             |                                                                                          |
| Königliches Gericht II Klasse            | Justizamt Mühlenhof                | Berlin              |                                                                                          |
| Königliches Gericht II Klasse            | Justizamt Neustadt an der Dosse    | Neustadt (Dosse)    |                                                                                          |
| Königliches Gericht II Klasse            | Justizamt Potsdam                  | Potsdam             |                                                                                          |
| Königliches Gericht II Klasse            | Justizamt Fahrland und Werder      | Fahrland            |                                                                                          |
| Königliches Gericht II Klasse            | Justizamt Alt-Ruppin               | Alt-Ruppin          |                                                                                          |
| Königliches Gericht II Klasse            | Justizamt Sachmund                 | Sachmund            |                                                                                          |
| Königliches Gericht II Klasse            | Justizamt Spandau und Bötzow       | Spandau             | 1842 mit dem Stadtgericht Spandau zum Land- und Stadtgericht Spandau zusammengeschlossen |
| Königliches Gericht II Klasse            | Justizamt Wendisch-Buchholz        | Wendisch-Buchholz   |                                                                                          |
| Königliches Gericht II Klasse            | Justizamt Münchehofe und Krausnitz | Münchehofe          |                                                                                          |
| Königliches Gericht II Klasse            | Justizamt Zechlin                  | Flecken Zechlin     |                                                                                          |
| Königliches Gericht II Klasse            | Justizamt Goldbeck                 | Goldbeck            |                                                                                          |
| Standesherrliche Gerichte (Obergericht)  | Gräflich Stolbergische Regierung   | Wernigerode         |                                                                                          |
| Standesherrliche Gerichte (Untergericht) | Justizamt Wernigerode              | Wernigerode         |                                                                                          |
| Standesherrliche Gerichte (Untergericht) | Gräfliche Stadt-Vogtei Wernigerode | Wernigerode         |                                                                                          |
| Patrimonialgerichte                      | Patrimonialgericht Wernigerode     | Wernigerode         |                                                                                          |
| Patrimonialgerichte                      | Domgericht Brandenburg             | Brandenburg         |                                                                                          |

Daneben bestanden eine Vielzahl weiterer, kleinerer Patrimonialgerichte. Im Laufe der Zeit wurden die königlichen Gerichte teilweise zu Land- und Stadtgerichten zusammengeschlossen. Gerichte I Klasse verfügten über mindestens drei Richter und konnten als Spruchkammer zusammenkommen, Gerichte II Klasse waren kleiner.

### Das Kammergericht als Appellationsgericht
1849 wurde die Gerichtsorganisation in Preußen nach der Märzrevolution neu und systematisch geordnet. Die Verordnung über die Aufhebung der Privatgerichtsbarkeit und des eximierten Gerichtsstandes sowie über die anderweitige Organisation der Gerichte vom 2. Januar 1849 hob die Patrimonialgerichtsbarkeit auf und richtete einheitlich Appellationsgerichte als Mittelinstanzen ein. Als Berliner Appellationsgericht diente das Kammergericht. Aus Traditionsgründen wurde es nicht in Appellationsgericht Berlin umbenannt, sondern behielt seinen Namen. Dem Kammergericht waren nun Kreisgerichte nachgelagert, die grundsätzlich je Landkreis eingerichtet wurden. Dem Kammergericht war das Oberappellationsgericht Berlin übergeordnet.
Der Sprengel des Kammergerichts umfasste den Regierungsbezirk Potsdam ohne einen kleinen Teil des Kreises Beeskow-Storkow, einem Teil der Kreise Königsberg i. d. Neumark, Lebus und Lübben aus dem Regierungsbezirk Frankfurt und einen Teil des Kreises Jerichow aus dem Regierungsbezirk Magdeburg. Es bestanden dort 14 Kreisgerichte in 5 Schwurgerichtsbezirken.
| Kreisgericht             | Sitz        | Schwurgerichtsbezirk | Gerichtskommissionen |
| ------------------------ | ----------- | -------------------- | --- |
| Stadtgericht Berlin      | Berlin      | Stadtgericht Berlin  | |
| Kreisgericht Angermünde  | Angermünde  | Prenzlau             | Gerichtsdeputation in Schwedt, Gerichtskommissionen in Joachimsthal, Oderberg                                                                                                   |
| Kreisgericht Beeskow     | Beeskow     | Kreisgericht Berlin  | Gerichtskommissionen in Buchholz, Friedland, Storkow |
| Kreisgericht Berlin      | Berlin      | Kreisgericht Berlin  | Gerichtsdeputation in Alt-Landsberg und Oranienburg, Gerichtskommissionen in Bernau, Charlottenburg, Cöpnick, Liebenwalde, Mittenwalde, Trebbin, Königs Wusterhausen und Zossen |
| Kreisgericht Brandenburg | Brandenburg | Brandenburg          | Gerichtsdeputation in Rathenow, Gerichtskommissionen in Belzig, Niemegk |
| Kreisgericht Jüterbog    | Jüterbog    | Potsdam              | Gerichtskommissionen in Baruth, Dahme, Luckenwalde, Treuenbrietzen |
| Kreisgericht Perleberg   | Perleberg   | Perleberg            | Gerichtskommissionen in Havelberg, Lenzen, Putlitz, Sandau, Wilsnack und Wittenberge                                                                                            |
| Kreisgericht Potsdam     | Potsdam     | Potsdam              | Gerichtskommission in Beelitz |
| Kreisgericht Prenzlau    | Prenzlau    | Prenzlau             | Gerichtskommissionen in Brüssow, Strasburg |
| Kreisgericht Neuruppin   | Neuruppin   | Spandau              | Gerichtskommissionen in Gransee, Lindow, Neustadt an der Dosse |
| Kreisgericht Spandau     | Spandau     | Spandau              | Gerichtskommissionen in Cremen, Fehrbellin, Rauen |
| Kreisgericht Templin     | Templin     | Prenzlau             | Gerichtskommissionen in Boitzenburg, Lychen, Zehdenick |
| Kreisgericht Wittstock   | Wittstock   | Perleberg            | Gerichtskommissionen in Kyritz, Meyenburg, Pritzwalk |
| Kreisgericht Wriezen     | Wrietzen    | Wrietzen             | Gerichtsdeputation in Neustadt-Eberswalde, Gerichtskommissionen in Freienwalde, Strausberg                                                                                      |

Ab 1853 war das Kammergericht für alle Kapitalverbrechen in Preußen zuständig.

### Das Kammergericht nach dem Gerichtsverfassungsgesetz
Mit Inkrafttreten des Gerichtsverfassungsgesetzes im Jahr 1879 waren dem Kammergericht neun Landgerichte (Berlin I und II, Cottbus, Frankfurt a. O., Guben, Landsberg a. W., Potsdam, Prenzlau und Neuruppin) zugeordnet.
1913 erhielt das Kammergericht ein eigens errichtetes Gebäude am Heinrich-von-Kleist-Park (dem ehemaligen Botanischen Garten) in der Schöneberger Vorstadt (siehe unten).
Bis 1918 bestand als eine besondere Abteilung der Geheime Justizrat, vor dem die Mitglieder des preußischen königlichen Hauses und der hohenzollerischen Familie ihren persönlichen Gerichtsstand hatten. Außerdem bildeten sechs Richter des Kammergerichts zusammen mit fünf Verwaltungsjuristen den Gerichtshof zur Entscheidung der Kompetenzkonflikte (vgl. § 17 GVG).
Eduard Tigges wurde 1922 Präsident des Kammergerichts. Er war gemeinsam mit dem Staatssekretär des Reichsjustizministeriums Curt Joël treibende Kraft der Weimarer Reform zum Ehegüterrecht und Anhänger der Zugewinngemeinschaft.

### Kammergericht in der Zeit des Nationalsozialismus
Im Juni 1933 wurde Heinrich Hölscher Präsident des Kammergerichts als Nachfolger von Tigges, der zwangsweise in den Ruhestand versetzt wurde. Die Rolle im Nationalsozialismus wird unterschiedlich gesehen. Während die Justiz der DDR Hölscher als wesentlichen Unterstützer des NS-Regimes ansah, geht Weichbrodt (2009) in seiner Aufarbeitung der NS-Geschichte des Kammergerichtes davon aus, dass Hölscher das Gericht „zwar in das nationalsozialistische Regime eingeordnet, es aber nicht darüber hinaus in besonderer Weise mit dessen Ungeist durchdrungen hat“. 1943 verschärfte sich die Repressionspraxis des Gerichts unter Kammergerichtspräsident Johannes Block, eines „nationalsozialistischen Lehnsmanns seines Führers“. Es sind mindestens 69 Todesurteile des Kammergerichts gegen Widerstandskämpfer und Zwangsarbeiter zwischen 1943 und 1945 bekannt. Die Todesurteile wurden in der heutigen Gedenkstätte Plötzensee vollzogen.

### Kammergericht nach dem Zweiten Weltkrieg
Nach der Eroberung Berlins im Zweiten Weltkrieg wurde Block von der sowjetischen Geheimpolizei NKWD verhaftet. Ein sowjetisches Militärtribunal verurteilte ihn zum Tode, hingerichtet wurde er wahrscheinlich am 25. November 1945. Deutschlands Aufteilung in Besatzungszonen, verbunden mit der Viermächteverwaltung Berlins sowie die Auflösung Preußens in Länder beschränkte ab 1945 die Zuständigkeit des Kammergerichts auf das Gebiet von Groß-Berlin; das Umland gehörte zum neu geschaffenen Land Brandenburg mit dem Oberlandesgericht Potsdam. In das Gebäude zog der Alliierte Kontrollrat ein. Das Kammergericht hatte Ende 1945 seinen Sitz zunächst in Ost-Berlin (Landgerichtsgebäude). Die Spaltung des Kammergerichts begann mit einer Affäre um den Vizepräsidenten des Berliner Landgerichts Jakob Blasse. Dieser wurde nach Bereicherungsvorwürfen von dem Kammergerichtspräsidenten Georg Strucksberg am 8. November 1948 suspendiert. Während die drei Westmächte diese Position stützten, befahl der sowjetische Gerichtsoffizier dessen Wiedereinsetzung. Mit der Begründung, dass eine solche Anweisung nur von allen vier Mächten gemeinsam erteilt werden könne, verweigerte der Präsident des Landgerichts Siegfried Loewenthal diesen Befehl am 4. Februar 1949. Nach der Drohung mit Verhaftung und mit stillschweigender Unterstützung durch die Westalliierten verlegte der Kammergerichtspräsident Strucksberg den Sitz des Kammergerichts am 5. Februar 1949 in das York-Haus am Fehrbelliner Platz in West-Berlin. Der weitaus überwiegende Teil der Richter setzte dort seine Arbeit fort. Von den elf Senatspräsidenten entschieden sich zehn für die Weiterarbeit im York-Haus.
Da gleichzeitig das Kammergericht im sowjetischen Sektor Berlins bestehen blieb, war damit die Teilung der Berliner Justiz vollzogen. Im Ostteil der Stadt erklärten die Sowjets Loewenthal und Strucksberg für abgesetzt. Am 16. Februar 1949 ernannten sie Hans Freund zum neuen Kammergerichtspräsidenten, was wiederum im Westen nicht anerkannt wurde. Das Kammergericht (Ost-)Berlin war der nach der Teilung der Berliner Justiz 1949 im sowjetischen Sektor verbliebene Teil des Kammergerichts. Es war aus Sicht der DDR das Oberste Gericht von Groß-Berlin. Es wurde am 27. November 1959 in seinen Aufgaben durch das Oberste Gericht der DDR ersetzt und 1961 aufgelöst.
Von 1951 bis zum Ende der deutschen Teilung hatte das Kammergericht, zuständig lediglich für West-Berlin, seinen Sitz in der Witzlebenstraße 4/5 in Berlin-Charlottenburg im Gebäude des vormaligen Reichsmilitärgerichts.
Es hatte die Funktion eines für das Land West-Berlin zuständigen Oberlandesgerichts und war auch für Staatsschutz-Angelegenheiten wie Terrorismus zuständig. Der Präsident des West-Berliner Kammergerichts Günter von Drenkmann wurde am 10. November 1974 von Terroristen der Bewegung 2. Juni bei einem Entführungsversuch getötet.

### Kammergericht nach der Wiedervereinigung
Nach der deutschen Wiedervereinigung am 3. Oktober 1990 war das Kammergericht wieder für ganz Berlin zuständig. 1997 zog es zurück an seinen angestammten Platz am Kleistpark.
Die erste Präsidentin in der Geschichte des Kammergerichts war Gisela Knobloch, die von 1990 bis 2001 im Amt war.

## Kammergerichtsbezirk
Der Kammergerichtsbezirk umfasst das vollständige Gebiet des Bundeslandes Berlin. Zu dem Bezirk gehören das Landgericht Berlin I (Strafsachen), Landgericht Berlin II (Zivilsachen) und elf Amtsgerichte. Die Strafgerichte erster Instanz sind im Gebäude des Kriminalgerichts Moabit beim Amtsgericht Tiergarten eingerichtet, Familiengerichte bestehen bei den Amtsgerichten Pankow/Weißensee, Tempelhof-Kreuzberg und Schöneberg. Das Gericht für Landwirtschaftssachen ist beim Amtsgericht Schöneberg eingerichtet, das auch erstinstanzlich für alle Abschiebehaftsachen zuständig ist.
Am 1. Januar 2023 waren im Bezirk des Kammergerichts 14.608 Rechtsanwälte und Syndikus-Rechtsanwälte zugelassen.

## Aufgaben des Kammergerichts

### Grundsätze
Das Kammergericht ist das oberste Gericht für Straf- und Zivilangelegenheiten im Land Berlin. Es steht über den Amtsgerichten und den Landgerichten. Die 144 Richter verhandeln unter anderem politische Strafsachen wie Spionage und Terrorismus sowie Berufungen, Beschwerden, Revisionen, unterhaltsrechtliche Fragen. Sie können Urteile und Beschlüsse anderer Gerichte aufheben. Das Gericht wird von einem Präsidenten/einer Präsidentin geleitet.
Das Kammergericht ist Ausbildungsbehörde für die Rechtsreferendare im Land Berlin.

### Registratur und Bibliothek
In dem Haus sind die Akten aller hier stattgefundenen Verfahren aufbewahrt worden, die jedoch zu großen Teilen im Verlauf des Zweiten Weltkriegs vernichtet wurden oder als verschollen gelten. Eine umfangreiche Bibliothek mit rund 120.000 juristischen Büchern befand sich ebenfalls im Haus, von denen etwa die Hälfte von der Staatsbibliothek Berlin Anfang der 1950er Jahre auf ein Bauerngehöft im Brandenburgischen ausgelagert wurde, wo sie in Vergessenheit geriet. Im 21. Jahrhundert wiedergefunden und in das Gebäude zurückgebracht, konnten die Bücher mit Hilfe von 340.000 Euro aus Lottomitteln restauriert werden. Sie werden derzeit gesichtet und stehen dann wieder Juristen und Wissenschaftlern zur Verfügung. Die Bestände werden in einem Bibliothekskatalog zusammengefasst. Das älteste bisher aufgefundene Dokument ist eine Gerichtsordnung aus dem Jahr 1533.

## Leitung (seit 1945)
- 1945–1946: Arthur Kanger
- 1946–1951: Georg Strucksberg (1884–1965), von den Alliierten ernannt
- 1951–1958: Alfred Skott (1893–1958)
- 1958–1966: Walter Kühn (1902–1980)
- 1967–1974: Günter von Drenkmann, (1910–1974) Attentatsopfer der Bewegung 2. Juni
- 1975: Stelle vakant
- 1976–1990: Diether Dehnicke (* 1925)
- 1990–2001: Gisela Knobloch (* 1936), erste Präsidentin in der Geschichte des Kammergerichts
- 2002–2015: Monika Nöhre (* 1950)
- 2015–2024: Bernd Pickel (* 1959)
- seit 2024: Andrea Diekmann

## Bedeutende Juristen am Kammergericht
Nach Geburtsjahr geordnet:

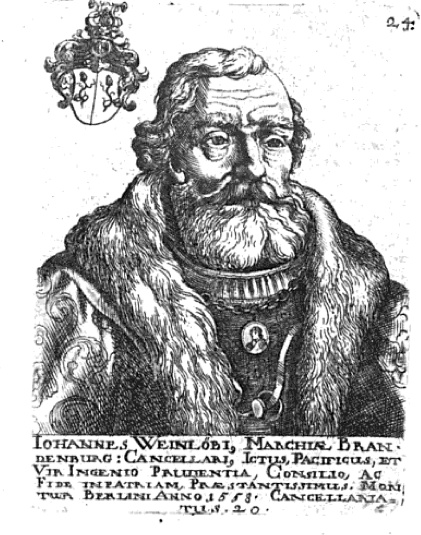
Johann Weinlob, Kanzler in Brandenburg und erster Vorsitzender des Kurbrandenburgischen Kammergerichts

- Johann Weinlob († 1558), Vorsitzender des Kammergerichts, Kurbrandenburgischer Kanzler[24]
- Gabriel Luther (1612–1672), Kammergerichtsrat
- Thomas von dem Knesebeck (1628–1689), brandenburgischer Staatsmann, 1686–1689 Kammergerichtspräsident
- Samuel von Cocceji (1679–1755), Direktor
- Karl Friedrich von Benekendorff (1713–1788), Kammergerichtsrat
- Carl Anton Wilhelm Freiherr von Schleinitz (1751–1807), Präsident des Kammergerichtes
- Johann Daniel Woldermann (1753–1839), Präsident (1810–1826)
- Carl Friedrich von Beyme (1765–1838), Wirklicher Geheimer Staatsminister (Justiz), Mitglied des Staatsrates, Präsident des Kammergerichtes (1807)
- Friedrich Christoph Trützschler von Falkenstein (1768–1830), Präsident des Kammergerichtes (1827)
- Wilhelm Heinrich Wackenroder (1773–1798), Assessor
- Ernst Theodor Amadeus Hoffmann (1776–1822), Richter, ab 1816 Kammergerichtsrat
- Julius Eduard Hitzig (1780–1849), Kriminalrat, Director des Inquisitoriats, Mitglied im Criminal-Senat
- Wilhelm Heinrich von Grolman (1781–1856), Vizepräsident des Kammergerichtes
- Karl Wünsch (1793–1837), Richter
- Karl Friedrich Benjamin Löwenberg (1807–1871), Mitglied des Oberappellationssenats 1833–1839, Kammergerichtsrat 1844–1848
- Gustav Meyer, Präsident des Kammergerichtes (1879)
- Edwin von Drenkmann (1826–1904), Präsident des Kammergerichtes (1889)
- Otto von Oehlschläger (1831–1904), Präsident des Kammergerichtes (1885), später Präsident des Reichsgerichts
- Hermann Lisco (1850–1923), Präsident des Kammergerichtes 1907–1909
- Benno Mugdan (1851–1928), Richter
- Heinrich Delbrück (1855–1922), Richter, später Präsident des Reichsgerichts
- Arnold Freymuth (1872–1933), Senatspräsident 1923–1925
- Eduard Tigges (1874–1945), Präsident des Kammergerichtes 1922–1933
- Adolf Baumbach (1874–1945), Senatspräsident am Kammergericht
- Heinrich Hölscher (1875–1945), Präsident des Kammergerichtes 1933–1942
- Alfred Orgler (1876–1944 (?)), Senatspräsident am Kammergericht 1929–1933, ermordet in Auschwitz oder Theresienstadt
- Johannes Block (1881–1945), Präsident des Kammergerichtes 1943–1945, durch Militärtribunal hingerichtet
- Friedrich Walter Jung (1890–1978), Generalstaatsanwalt 1933–1942
- Hans-Joachim Rehse (1902–1969), Richter
- Karl Rüther (1885 bis vor 1957), ab 1. Oktober 1942 Senatspräsident beim Kammergericht
- Kurt-Walter Hanssen (1903–1945), Generalstaatsanwalt 1943–1945
- Rudolf Wassermann (1925–2008), Richter
- Egbert Weiß (1931–2022), Kammergerichtsrat 1972–1993
- Eckhart Dietrich (1937–2023), Vorsitzender Richter
- Marion Claßen-Beblo (* 1953), Vizepräsidentin des Kammergerichts 2005–2009, Präsidentin des Rechnungshofes von Berlin 2009–2018
- Josef Hoch (* 1960), Vorsitzender Richter am Kammergericht von 2007 bis 2016, seitdem Richter am Bundesgerichtshof
- Ludgera Selting (* 1964), Richterin und Referentin, seit 2019 Präsidentin des Verfassungsgerichtshofs

## Geschichte des Bauwerks in der Elßholzstraße

### Neubau
Unter Beteiligung der Architekten und preußischen Baubeamten beim Ministerium der öffentlichen Arbeiten Paul Thoemer und Rudolf Mönnich (Planung) sowie Carl Vohl (Bauleitung) entstand im Auftrag des Justizministeriums ein den gewachsenen Anforderungen entsprechendes neues Dienstgebäude. Einige Quellen nennen weitere Beteiligte, darunter z. B. Jean Fasquel.
Als Standort hatte man das Gelände des ersten Botanischen Gartens an der Potsdamer Straße ausgewählt. Dessen gläserne Gewächshäuser am Westrand des hier angelegten Heinrich-von-Kleist-Parks wurden 1902 abgetragen, und im Jahr 1909 erfolgte die Grundsteinlegung für das Gerichtsgebäude. Nördlich und südlich des Neubaus reservierte man Freiflächen für eventuelle Erweiterungen. Das Grundstück schließt an die Grunewaldstraße (im Süden), die Elßholzstraße (im Westen), die Pallasstraße (im Norden) und den Heinrich-von-Kleist-Park (im Osten) an.
Die Eröffnungsfeier des Kammergerichtsgebäudes fand am 18. September 1913 statt, zu ihr waren zahlreiche Gäste und 52 Ehrengäste eingeladen. Der damalige preußische Justizminister Max von Beseler übergab den Neubau nach dem Auftritt eines Blasorchesters symbolisch an den Kammergerichtspräsidenten Wilhelm Heinroth.

### Plenarsaal als Sitzungsort für den Volksgerichtshof
Als nach dem Attentat vom 20. Juli 1944 die NS-Führung auf direkte Weisung Hitlers Schauprozesse gegen die Beteiligten vor dem Volksgerichtshof vorbereitete, erschien ihr dessen Verhandlungssaal aus Kapazitäts- oder anderen Gründen als ungeeignet. Die Wahl für einen besser tauglichen Ort fiel auf den Plenarsaal des Kammergerichts, was die bereitwillige Zustimmung des Kammergerichtspräsidenten Block fand. Vom August 1944 bis Januar 1945 verhängte der Volksgerichtshof viele seiner über 200 Todesurteile gegen die Verschwörer, oft unter dem Vorsitz Roland Freislers und heimlich gefilmt, im Plenarsaal des Kammergerichts vor hunderten stets ausgesuchten Zuschauern.

### Nicht-öffentliche Nutzung durch die Besatzungsmächte

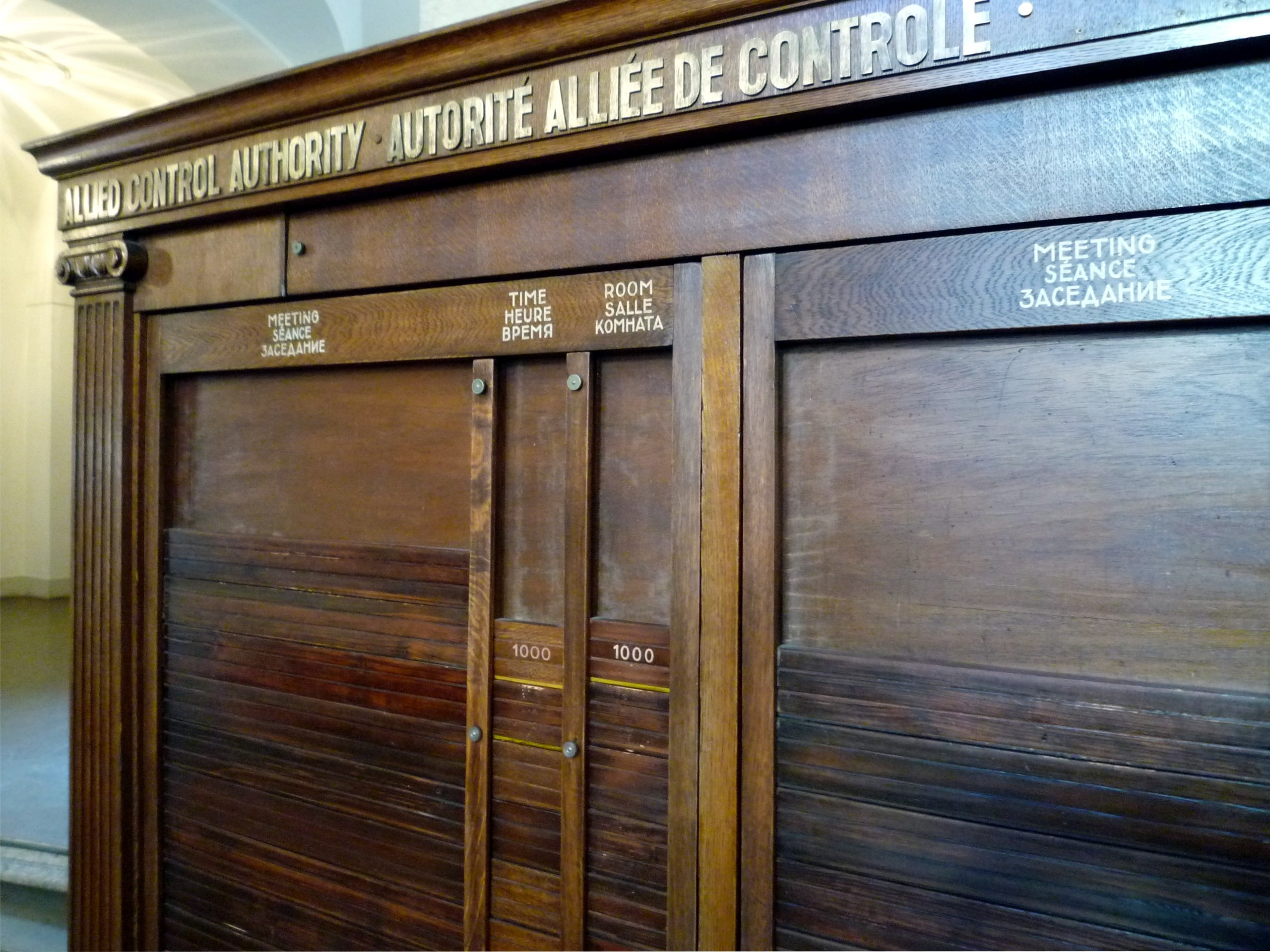
Termintafel des Alliierten Kontrollrats

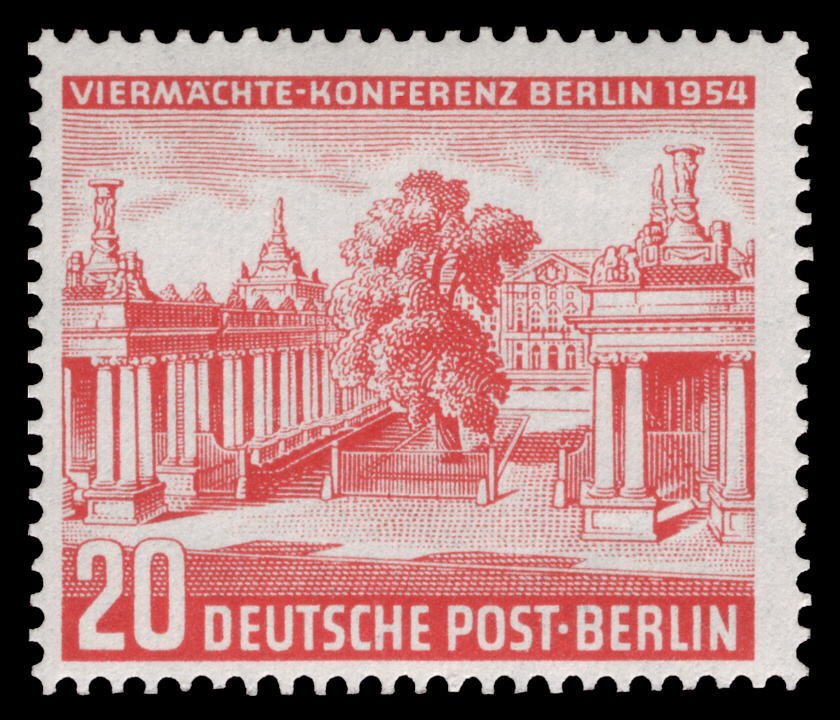
Briefmarke zur Viermächtekonferenz 1954 in Berlin mit Abbildung der Königskolonnaden und des Kammergerichts

Nach Ende des Zweiten Weltkriegs beschlagnahmten die vier Siegermächte das Gebäude und brachten hier verschiedene administrative Einrichtungen unter, an erster Stelle den Kontrollrat. Am 18. Oktober 1945 konstituierte sich im Plenarsaal das Internationale Militärtribunal für die Nürnberger Kriegsverbrecherprozesse. Die vereidigten Richter erhielten die Anklageschriften zur Durchsicht und Vorbereitung auf die Prozesse gegen 24 Hauptkriegsverbrecher. Danach vertagte sich das Tribunal nach Nürnberg, behielt aber gemäß Artikel 22 seiner Charta seinen „ständigen Sitz“ in Berlin. Der Alliierte Kontrollrat verlor seine Bedeutung, nachdem ihn die Vertreter der Sowjetunion im März 1948 aus Protest gegen die Deutschlandpolitik der drei westlichen Besatzungsmächte verlassen hatten. Danach trat er nie wieder zusammen, wurde aber formal erst nach der deutschen Wiedervereinigung aufgelöst.
Die Außenminister der USA, Großbritanniens, Frankreichs und der Sowjetunion tagten Anfang 1954 im Großen Plenarsaal, um über die Zukunft Deutschlands zu verhandeln. In diesen Jahren ging es vor allem um die Frage eines Friedensvertrags, mit dem der Krieg erst offiziell hätte beendet werden können, und darum, ob es Wiedervereinigungsgespräche geben solle.
Am 3. September 1971 unterzeichneten die Botschafter der vier Alliierten im Plenarsaal das Viermächteabkommen über den Status Berlins, das den Gästen und Einwohnern von West-Berlin zahlreiche Erleichterungen im Reise- und Besuchsverkehr brachte. Als gemeinsame Einrichtung der Alliierten nutzte bis 1990 die Alliierte Luftsicherheitszentrale Berlin 20 Räume des Gebäudes.

### Restaurierung bis 1997 zur neuen zivilen Nutzung
Nach der Wiedervereinigung gaben die ehemaligen Besatzungsmächte das Gebäude in deutsche Verwaltung zurück. Der Senat veranlasste anschließend eine umfangreiche Sanierung und technische Modernisierung des Gebäudes unter Federführung des Berliner Architektenehepaars Ralf Schüler und Ursulina Schüler-Witte. Dabei wurden zum Beispiel Flure und Treppenräume wieder farblich gestaltet, zusätzliche Fluchtwege eingerichtet und Aufzüge in die Höfe eingebaut. Der Ausbau des Dachgeschosses erbrachte fast 6.000 m² neue Nutzfläche, die Gesamtfläche beträgt nunmehr 35.165 m².
In dem Haus befindet sich seit 1997 wieder das Berliner Kammergericht, dessen Großer Plenarsaal von Gruppen nach Anmeldung besichtigt werden kann. Zugleich ist es seit 1992 Sitz des Berliner Verfassungsgerichtshofs, der Berliner Generalstaatsanwaltschaft und mehrerer Berufsgerichte.
Der Verein Forum Recht und Kultur im Kammergericht e. V. hat seinen Sitz ebenfalls in dem Gebäude und führt regelmäßige Gesprächsrunden, Diskussionsabende oder Kulturveranstaltungen zum Thema Recht und Gesetz in Berlin durch.

## Das Gebäudeensemble am Kleistpark

### Außenarchitektur

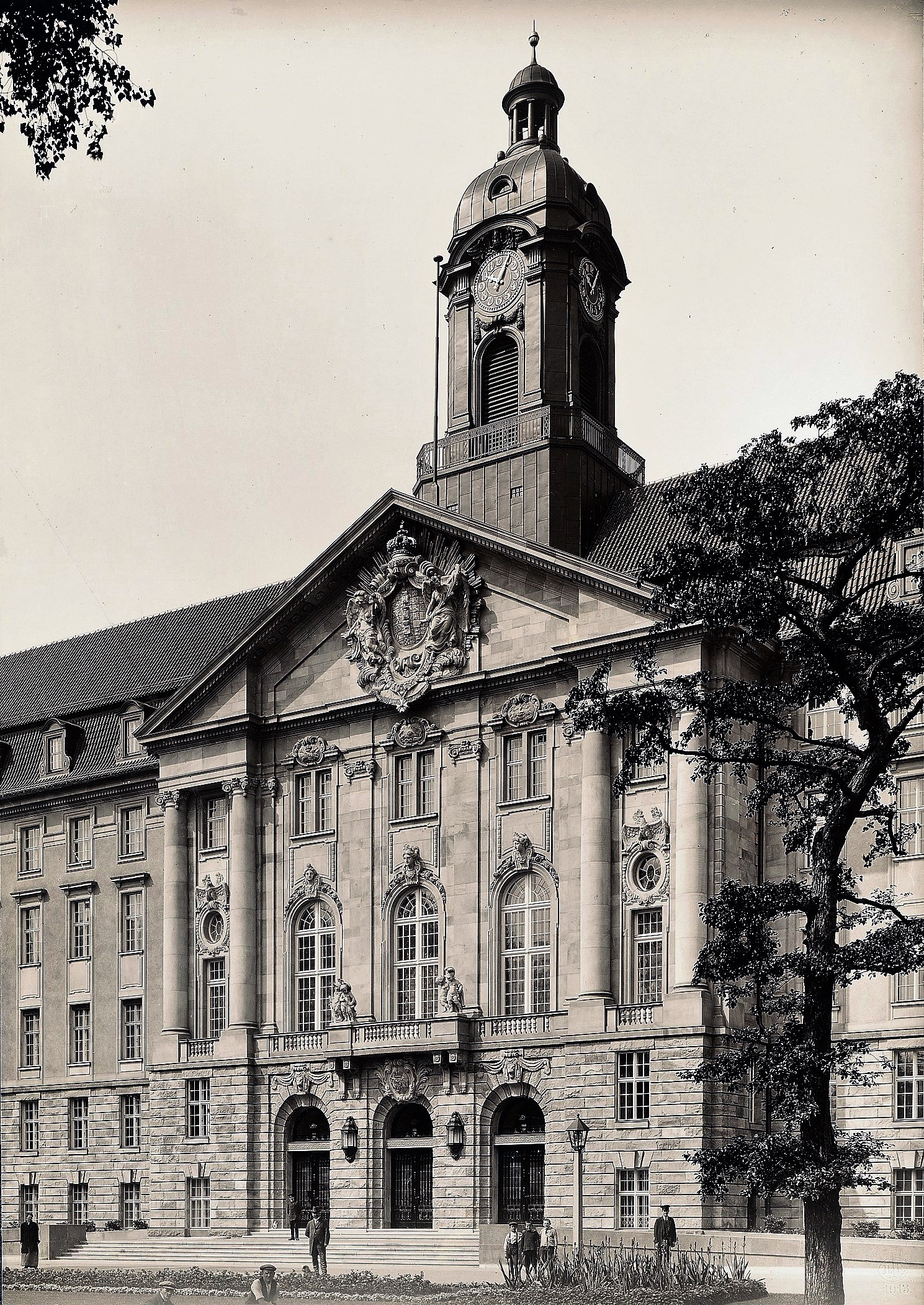
Mittelrisalit des Kammergerichts mit dem nach 1945 abgerissenen Turm

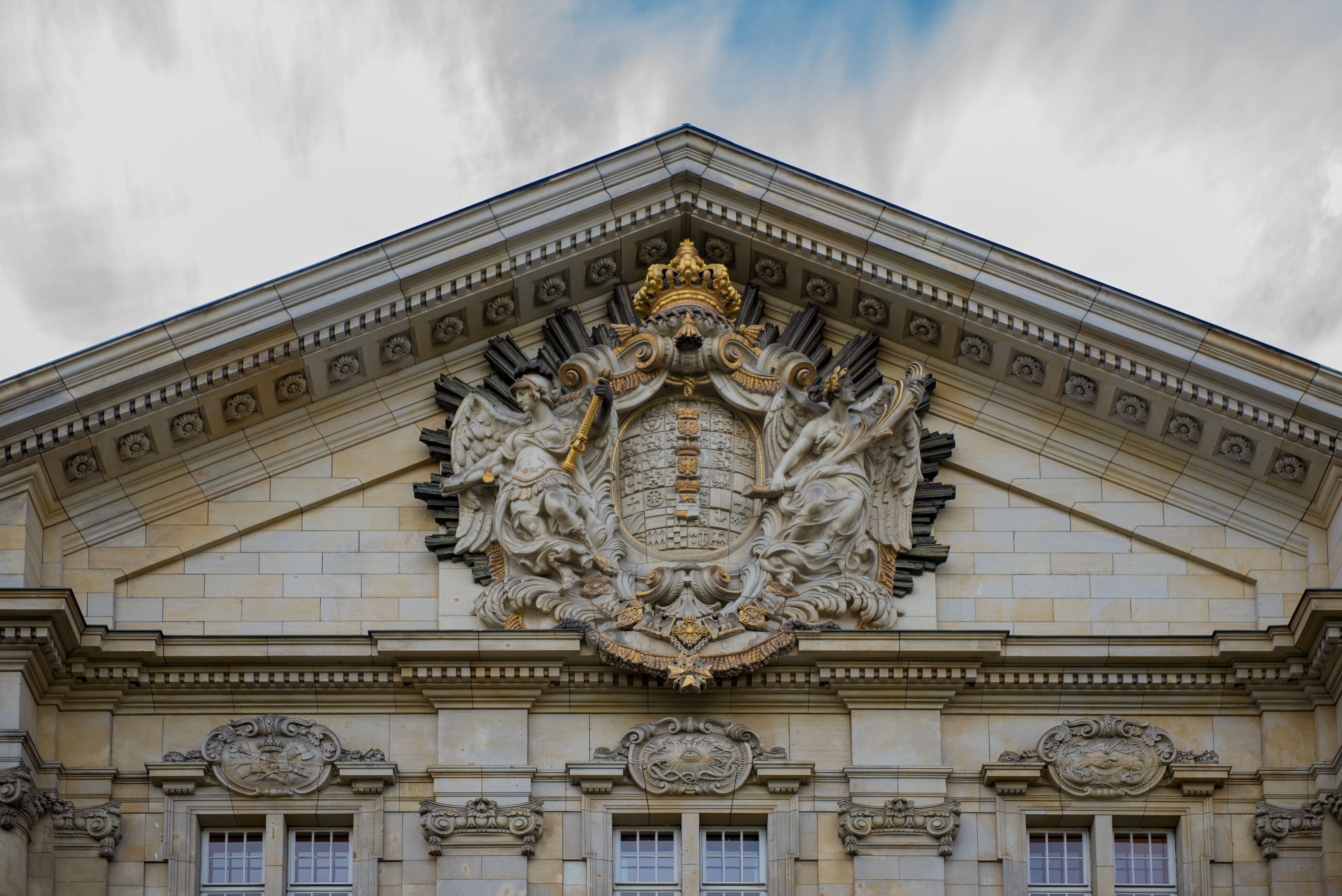
Detailaufnahme des Tympanons mit Wappenkartusche

Das Bauwerk entstand von 1909 bis 1913 im historisierenden Neobarockstil nach Plänen der preußischen Baubeamten Rudolf Mönnich und Paul Thoemer, die als weitere Baumeister Jean Fasquel und Carl Vohl hinzuzogen. Weil während der Entwurfsarbeiten für das Gebäude die Amtsgeschäfte des Gerichts erheblich zunahmen, mussten noch vor der Grundsteinlegung Umplanungen für einen erhöhten Raumbedarf vorgenommen werden.

### Baukörper
Das Gebäude aus Sandstein und Basaltlava besteht aus drei parallelen Längsflügeln, die durch kurze Querflügel miteinander verbunden sind. Es ruht auf einem von den Planern als Kanalgeschoss bezeichneten Unterbau. Darüber sind ein Sockelgeschoss, ein Erdgeschoss, die Etagen eins bis drei sowie ein Dachgeschoss angeordnet. Das Bauwerk gliedert sich in 38 Fensterachsen, ist rund 135 Meter lang und in der Mittelachse 67 Meter tief. Die in der Infobox angegebene Höhe ist der Abstand vom Straßenniveau bis zur Dachtraufe, entnommen aus den Bauschnittzeichnungen. Der Sockel- und Erdgeschossbereich des Gebäudeensembles ist mit Bossenwerk verkleidet, die darüber liegenden Etagen sind verputzt und mit verschiedenen Ornamenten über den Torbögen, über den Fenstern, unter der Dachtraufe und am Giebel versehen. Den Gebäudeabschluss bildet ein hohes Walmdach, das jeweils zur Gebäudeaußenseite hin Dachgauben aufweist. In den 1970er Jahren wurden die Dachziegel erneuert. Der Zugang von der Elßholzstraße aus ist als doppelläufige Freitreppe gestaltet, dessen Zier ein schmiedeeisernes Gitter darstellt. Die Gesamtkosten für den Bau betrugen seinerzeit 4.283.700 Mark (kaufkraftbereinigt in heutiger Währung: rund 6,86 Millionen Euro).
Die Schaufassade mit dem Hauptportal liegt zum Park hin und ist auf die während der Bauzeit hierher umgesetzten Königskolonnaden ausgerichtet. Schwerpunkte der Fassadengestaltung sind ein reich dekorierter Mittel-Risalit, der um vier Meter aus der Fluchtlinie hervortritt mit vier Säulen, dessen Dreiecksgiebel das Große Wappen Preußens trägt. Weitere Zierden des Gebäudes sind Rundbogenportale, Rundbogenfenster, zahlreiche skulptierte Kartuschen und plastische Frauenköpfe über den Fenstern.
Ebenfalls an der Hauptfront erhielt das Bauwerk seitliche Risalite, die reich geschmückt waren und in dreiteiligen Dachfenstern abgeschlossen wurden.

### Turm
Der anfangs mittig über dem Ostflügel errichtete Turm ist nicht mehr vorhanden. Er besaß einen achteckigen Grundriss, enthielt eine Turmuhr und an zwei Stellen offene Umgänge. Seine Plattformen waren über zwei Wendeltreppen erreichbar, zwei Leitertreppen im Inneren führten bis in die Spitze der Laterne. Den oberen Abschluss bildete eine Turmkugel.
Der Turm wurde im Zweiten Weltkrieg bei einem Bombeneinschlag in unmittelbarer Nähe des Gebäudes schwer beschädigt. Sein Wiederaufbau hätte etwa zwei Millionen DM gekostet, weswegen er nach Kriegsende wegen Einsturzgefahr abgerissen wurde.

### Wandgestaltung, Kunst und Weiteres

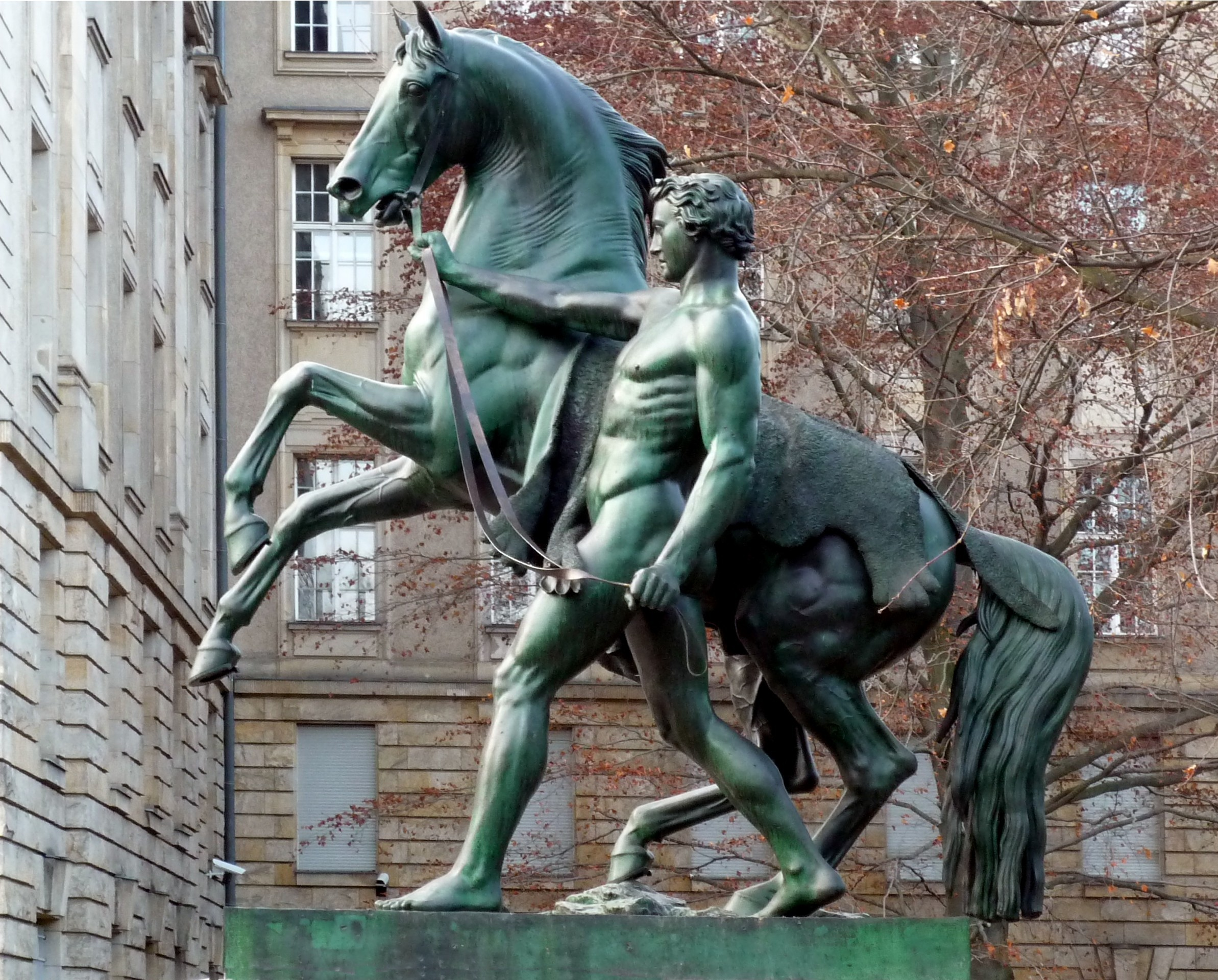
Einer der beiden Rossebändiger vor dem Kammergericht

Die Wände der beiden großen Innenhöfe sind ornamentiert, die der kleineren Höfe mit glasierten weißen Ziegeln verblendet, was die Helligkeit fördern und die Reinigung erleichtern sollte. Das Bauwerk umschließt insgesamt sieben verschieden große Innenhöfe.
Auf dem Vorplatz des Hauptportals stehen die Rossebändiger rechts und links seitlich des Gebäudes. Diese beiden Bronzeskulpturen des russischen Bildhauers Peter Clodt von Jürgensburg waren 1842 als Geschenk des Zaren Nikolaus I. an seinen Schwager Friedrich Wilhelm IV. nach Berlin gelangt und befanden sich bis 1945 vor dem Berliner Stadtschloss.
Südlich des Gerichtsgebäudes projektierten die Architekten ein Gartenhaus für den Kammergerichtspräsidenten.

### Ursprüngliche Innenarchitektur

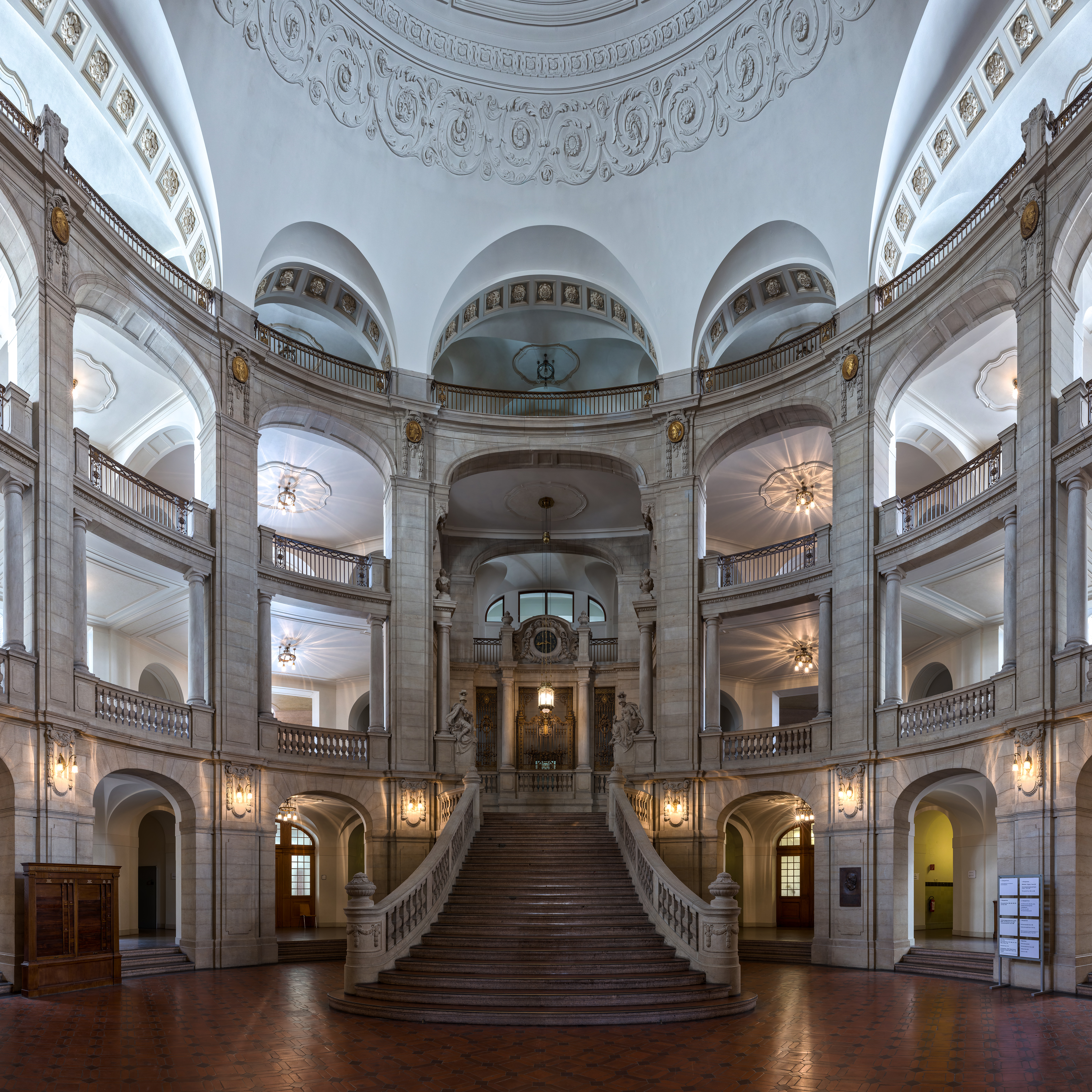
Eingangshalle

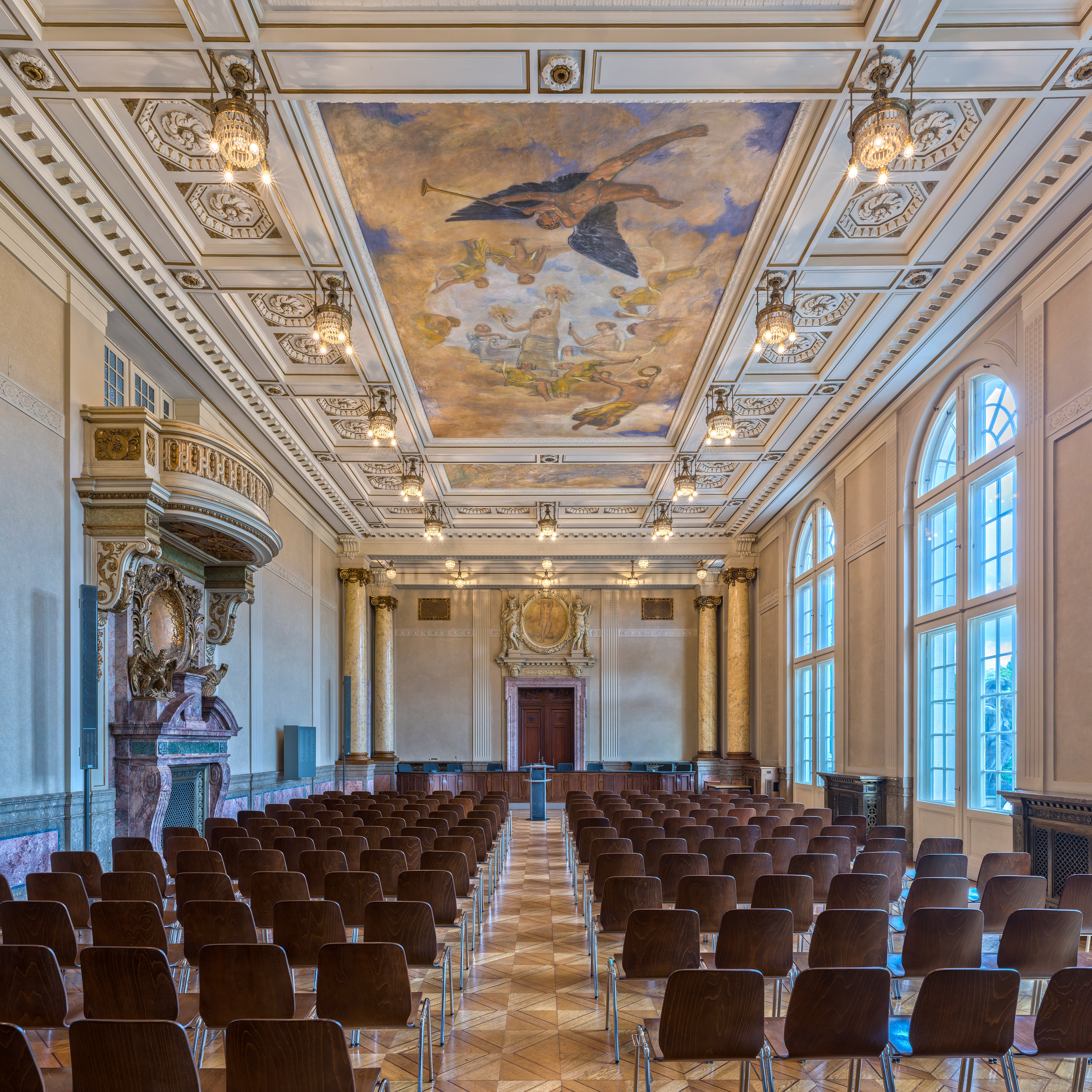
Großer Plenarsaal

Der repräsentative 1913 eingeweihte Bau verfügte über 540 Räume, davon zahlreiche Verhandlungsräume. In den ersten Jahren befand sich in dem Haus eine Dienstwohnung für den Kammergerichtspräsidenten mit insgesamt 16 Zimmern auf 520 Quadratmeter, unter anderem Festsalon, Musik- und Kaminzimmer. Diese drei Gesellschaftsräume wurden von den Architekten Bruno Paul, Joseph Wackerle und Erich R. Weiß ausgestaltet. Einen eigenen Fahrstuhl hatten die Bewohner zur Verfügung. Der separate Eingang befand sich an der Südfront des Gebäudes.
Die einzelnen Etagen können von drei Haupt- und vier Nebentreppen erreicht werden. Von den ursprünglich eingebauten zwei Aufzügen ist einer im 21. Jahrhundert weitestgehend erhalten und in Betrieb.
In allen Fluren sind die Wände gefliest, je nach Stockwerk in verschiedenen Farben. Über Fluren und Warteräumen finden sich Gewölbe in verschiedenen Ausformungen: römische Kreuzgewölbe, Tonnen-, Ring-, Kloster- oder Trichtergewölbe. Wie die Fassaden sind verschiedene Bereiche im Inneren des Gebäudes mit schmückenden Elementen versehen worden. Die Eingangshallen und die haushohe Mittelhalle mit ihren 17 m Spannweite weisen figurative und ornamentale Bildhauerarbeiten auf. Mit Stuckdecken, Kronleuchter, einem Deckengemälde von Albert Maennchen und hölzernen Wandpaneelen ist der acht Meter hohe Plenarsaal ausgeschmückt. Er besitzt einen eigens für den König geplanten Balkon, an dessen Ecken Puttengruppen saßen. Im Dienstzimmer des Generalstaatsanwalts und in zwei weiteren an der Hauptfront gelegenen Sitzungssälen in der dritten Etage sind künstlerisch wertvolle Stuckrosetten zu sehen, die aus dem Marien-Dom zu Fürstenwalde stammen. Die Gerichtsbibliothek enthält auf vier Ebenen – zwei durch Zwischendecken jeweils in der Höhe halbierten Etagen – Bücherregale von insgesamt 7000 Meter Länge.

### Änderungen in der Ausstattung
In der 45-jährigen Nutzung durch alliierte Diensteinheiten erfolgten etliche Um- und Einbauten, von denen nach dem Auszug nicht mehr viele vorhanden sind. Auf dem Dachboden sind die Umrisse von kleinen Buchten erhalten, die von Soldaten zur Schweinehaltung hier eingerichtet worden sein sollen. Das verbesserte deren Ernährungssituation in den 1940er und 1950er Jahren. Die Amerikaner hinterließen an einer Wanduhr einen als Seepferdchen gestalteten Zeiger in der großen Mittelhalle. Diese Darstellung erinnert an die hier mit Restaurierungsarbeiten beauftragte Pioniereinheit, die das Tier als Talisman nutzte. Außerdem stehen eine von den Amerikanern in der westlichen Eingangshalle errichtete Pförtnerloge, die vier Fahnenstangen an der Ostfassade und eine schrankgroße, hölzerne Termintafel im östlichen Eingangsbereich unter Bestandsschutz.
Bis zur 100-jährigen Wiederkehr der Einweihung war die Sanierung und Modernisierung abgeschlossen. Im September 2013 gab es eine Jubiläumsfeier mit Harfenspiel, Pressevertretern und wiederum vielen Ehrengästen.

## Cyberangriff 2019
Das Kammergericht wurde im September 2019 Opfer eines Cyberangriffs mit dem Computervirus Emotet. Wann genau der Angriff stattfand, ist unklar, der Trojaner Emotet wurde Ende September in den Systemen des Gerichts gefunden. Die IT des Gerichts wurde daraufhin vom Netz des Landes Berlin getrennt. Wie das Virus in die Systeme gelangen konnte, ist unklar. Mögliche Ursachen könnten kontaminierte Anhänge in E-Mails oder USB-Sticks sein, die mit dem Virus infiziert waren. Richter und Mitarbeiter des Gerichts haben USB-Sticks dafür genutzt, um Dateien zwischen ihren Büros und Wohnort zu transportieren. Ob das System so infiziert wurde, ist ebenfalls unklar.
Der Berliner Justizsenator Dirk Behrendt und der Präsident des Kammergerichts Bernd Pickel haben nach dem Angriff versichert, dass keine Daten durch den Angreifer gestohlen wurden. Ein Gutachten des IT-Dienstleisters T-Systems, das der Kammerpräsident zuerst aus Sicherheitsgründen zögerte zu veröffentlichen, hat aber gezeigt, dass der Angreifer „höchstwahrscheinlich in der Lage gewesen ist, […] den gesamten Datenbestand des Kammergerichts zu exfiltrieren und zu manipulieren.“ Dem Gutachten nach hat die schlechte Netzwerksegmentierung des Gerichts dem Angreifer ermöglicht, das ganze System zu befallen und lahmzulegen. Alle Backup-Server waren zudem defekt, als der Trojaner entdeckt wurde. Was das Ziel des Angreifers war und wie viele Daten er gestohlen hat, ist auch unklar.
Das Gutachten hat gezeigt, dass der Angreifer sich darauf konzentriert hat, die Passwörter von den Rechnern zu stehlen. Die Passwörter sind zwar seit dem Abschalten der Rechner nutzlos, aber weil der genaue Zeitpunkt des Angriffs unbekannt ist, hatte der Angreifer möglicherweise genug Zeit, um Schaden anzurichten. Da das Gericht die höchste Instanz für unter anderem Straf- und Zivilsachen ist, könnten sich auf seinen Servern Informationen und Namen von verdeckten Ermittlern, Informanten und Zeugen in sensiblen Prozessen wie Terror- und Staatsschutzprozessen befinden.